# 東鉄工業作業員宿舎放火殺人事件
東鉄工業作業員宿舎放火殺人事件（とうてつこうぎょうさぎょういんしゅくしゃほうかさつじんじけん）は、1983年（昭和58年）6月7日に千葉県四街道市で発生した放火殺人テロ事件である。1998年（平成10年）6月7日に公訴時効が成立し、未解決事件となった。
成田空港問題に関連して三里塚芝山連合空港反対同盟北原派を支援する日本の新左翼の一派である中核派が起こした。

## 概要
1983年（昭和58年）6月7日午前3時45分頃、千葉県四街道市の東鉄工業株式会社の作業員宿舎から火の手が上がった。宿舎内にいた同社社員の1人が火事に気付いたが、火の回りが早く、他の2人が逃げ遅れて死亡、脱出した社員も全治10日の火傷を負った。
東鉄工業は、航空燃料輸送パイプライン管理道路の陸橋敷設工事を新東京国際空港公団（現：成田国際空港株式会社）から請け負っていた。パイプラインは当時新東京国際空港（現：成田国際空港）の"アキレス腱"と言われていた航空機燃料輸送問題解消の切り札とされていた。
パイプライン施設そのものには過激派の襲撃に備えて厳重な警備体制が施されていたものの、作業員宿舎は対象となっておらず、警備の盲点を突かれた形となった（工事期間中は警備員による24時間体制の警備が敷かれおり、5月31日に工事が完了したため常駐警備が打ち切られていたが、6月10日の空港公団による竣工検査と引き渡しに備え、社員による残務整理が継続していた）。犠牲となった社員らは、完工を祝う打ち上げを終えた後で宿舎に泊まり込んでいた。
事件後、「本日、わが革命軍は、成田空港ジェット燃料パイプラインの攻撃を敢行し、工事出撃拠点を完全に破壊、炎上させた。我々はパイプライン爆砕、二期工事実力阻止に必ず勝利する」などと中核派から各報道機関に犯行声明が出され、さらに同派幹部が新聞記者等に犯行声明を読み上げ、記者会見も行った。
その後の捜査により、犯行に使われたと見られる時限式発火装置が発見されている。

## 影響
成田空港問題から発生した三里塚闘争では既に警察官複数名が殉職していたが（東峰十字路事件・芝山町長宅前臨時派出所襲撃事件）、本件は民間人が犠牲になった最初の事件である。同社社員らは「パイプライン粉砕を空港の反対派が口にしていたのは知っていたが、うちはまったくの付帯工事で関係ないと思っていた。まったくひどいことをする」「どうしてうちが狙われなければならないのか。同じ労働者で、働く仲間なのに、殺すとは許せない」と語った。これ以降民間人をも標的とする極左暴力集団によるテロ事件が起きるようになった。
6月18日に、中核派と対立する反対同盟熱田派が「労働者への虐殺糾弾」として本事件を非難する声明を発表した。
階級闘争を掲げる新左翼が労働者を殺害することとなった本事件を巡っては反対派内でも動揺が広がったが、中核派は犠牲者がいずれも技術者であったことなどをあげ「二人は二期工事の当事者であり、一般の労働者ではない」などとする声明を発表した。